# Lobelia conferta
Lobelia conferta là loài thực vật có hoa trong họ Hoa chuông. Loài này được Merr. & L.M.Perry mô tả khoa học đầu tiên năm 1949.